# Saint-Père-en-Retz

Saint-Père-en-Retz este o comună în departamentul Loire-Atlantique, Franța. În 2009 avea o populație de 4,113 de locuitori.